# دان هدسون
دان هدسون هو مصور ورسام كندي، ولد في 2 أبريل 1959 في أوشاوا في كندا.